# De Zualart

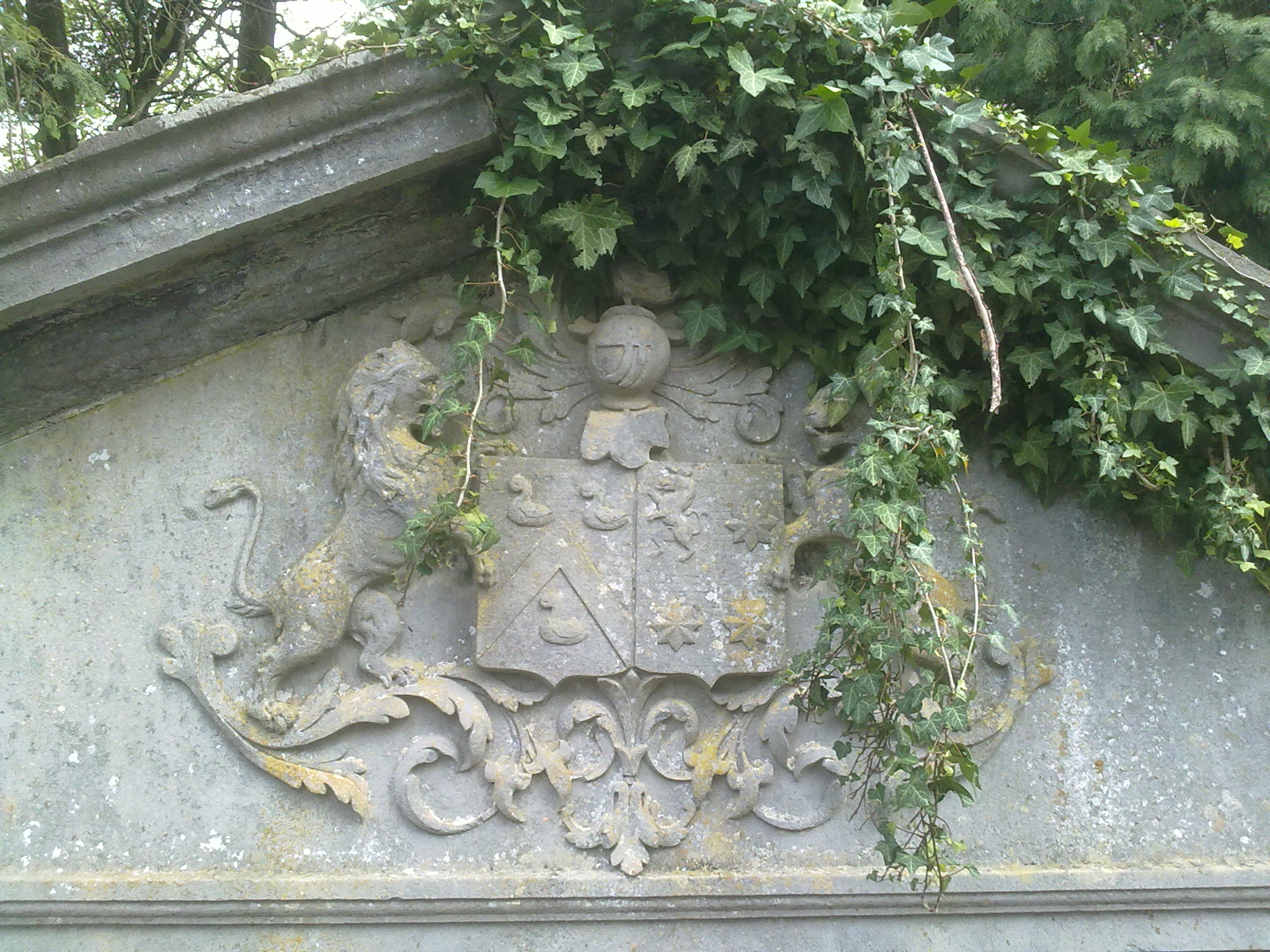
Fronton van het grafmonument de Zualart op het kerkhof van Suarlée

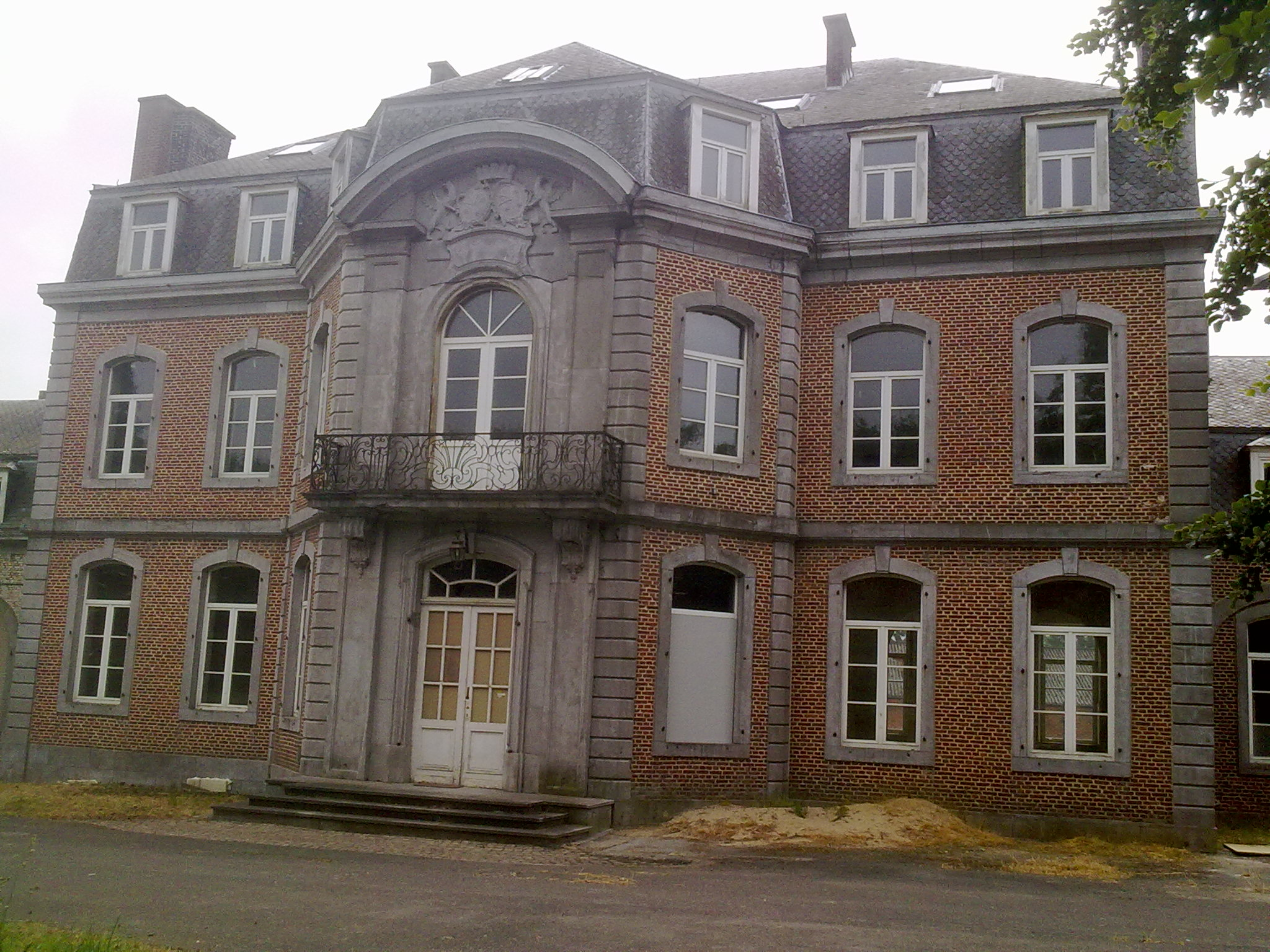
Kasteel van Suarlée, door huwelijk in 1839 eigendom geworden van de familie de Zualart

De Zualart was een Zuid-Nederlandse adellijke familie.

## Geschiedenis
In 1642 verhief koning Filips IV van Spanje Jacques de Zualart in de adelstand en hetzelfde gebeurde in 1651 door dezelfde koning ten gunste van Charles de Zualart.
In 1681 verleende koning Karel II van Spanje de titel ridder aan Charles de Zualart.
Het laatste familiehoofd onder het ancien régime was Louis-Nicolas de Zualart, die getrouwd was met Philippine d'Hinslin. Ze waren de ouders van Frédéric en Louis de Zualart (zie hierna).

## Frédéric de Zualart
Frédéric Joseph Louis de Zualart (Namen, 25 augustus 1778 - Fleurus, 28 juni 1868) trouwde in 1802 met Jeanne Delaloux (1775-1845). Ze kregen negen kinderen.
In 1816, onder het Verenigd Koninkrijk der Nederlanden, werd hij erkend in de erfelijke adel en benoemd in de ridderschap van de provincie Namen. Hij werd burgemeester van Fleurus.
Alphonse de Zualart (1809-1892), een van de negen kinderen, trouwde in 1839 met barones Philippine de Ponty de Suarlée (1811-1870). Ze hadden een paar afstammelingen, maar deze tak doofde uit in 1940.
Frédéric de Zualart (1816-1890), jongste van de negen kinderen, trouwde met Ida Barbaix de Boninne (1824-1862) en met Eléonore Anoul (1836-1902). Van zijn vier kinderen was er een zoon, Alfred de Zualart (1858-1912), die burgemeester werd van Boninne. Hij trouwde met Alice Dümler (1862-1950). Ze kregen drie dochters, die adellijk trouwden, en een zoon die vrijgezel bleef en met wie de mannelijke afstamming in 1953 ten einde liep. De laatste naamdraagster, Adrienne de Zualart, echtgenote van graaf Albert de Beauffort, overleed in 1981.

## Louis de Zualart
Charles François Joseph Louis de Zualart (Namen, 8 april 1781 - Leuven, 10 januari 1870) werd in 1816 samen met zijn broer in de erfelijke adel erkend en benoemd in de Ridderschap van de provincie Namen. Hij trouwde in 1814 met zijn nicht Alexandrine Desmanet de Biesme (1783-1859). Hun enige zoon overleed in 1824, amper zeven jaar oud.